# Evliya Çelebi
Evliya Çelebi (Ewliya Čelebi en ortografia antiga), també citat com Evilya Celebi o Ewliya Celebi (اوليا چلبي) (Istanbul, 25 de març de 1611 – Istanbul o el Caire, 1684) fou un viatger i geògraf turc otomà, fill de l'orfebre de palau Derviş Mehmed Zilli. Va viatjar per l'Imperi Otomà i altres territoris, i va deixar narracions amb moltes dades dels llocs visitats.
Els seus primers viatges foren pel mateix Istanbul, on prenia notes del que veia, sobre edificis, mercats, costums, i cultura. El primer viatge fora, el va fer el 1640, i va seguir durant quaranta anys. La relació dels seus viatges va formar una obra en deu volums anomenada Seyahatname ('Llibre dels viatges'). L'obra és considerada una bona guia per a conèixer els aspectes socials de l'imperi al segle xvii.